# Zoogamia
Zoogamia, del griego ζᾦον (zoon): animal, y γάμος (gámos): boda, es la polinización de las plantas con ayuda de animales que buscan alimento en flores. En virtud de que tales entes transitan de flor en flor, su cuerpo adhiere polen y lo transporta, lo cual permite la fecundación botánica. Por tanto, es una modalidad de coexistencia y beneficio mutuo. Según sea la taxonomía de los animales que participan en este proceso, se distinguen cuatro tipos de zoogamia:
- Entomogamia. Mediante insectos. Es el tipo más común. Los invertebrados que más lo realizan son las abejas.
- Malacogamia. Por caracoles.
- Ornitogamia. Intervención de aves.
- Quiropterogamia. Polinización por murciélagos. Este fenómeno ocurre en países tropicales. Las flores polinizadas mediante estos quirópteros no son coloridas. Crecen en lugares fácilmente accesibles desde el aire. Se abren solamente de noche.

Además de estos grupos zoológicos, en la polinización de las flores participan también mamíferos tales como ardillas, marsupiales, monos, roedores.
- Datos: Q6171750